# Engineering and Technology History Wiki
Das Engineering and Technology History Wiki, abgekürzt ETHW, ist eine seit Anfang 2015 existierende englischsprachige wikibasierte Organisation. Sie ist im Wesentlichen die Nachfolgeorganisation des IEEE Global History Networks (IEEE GHN), welches seit 2008 bestanden hat. Deshalb sind die Inhalte bisher noch schwergewichtig aus den Bereichen Elektrotechnik und Informatik.
Mehrere US-Ingenieur-Berufsorganisationen haben sich im Rahmen der bereits bestehenden gemeinsamen Stiftung United Engineering Foundation zusammengeschlossen, um eine Plattform für die Bewahrung und Verbreitung der Geschichte verschiedener Ingenieurdisziplinen und verwandter Technik zu schaffen. Die teilnehmenden Organisationen repräsentieren das Bauwesen (ASCE), den Bergbau und die Metallurgie (AIME + AIST + SME), die Chemie (AIChE), die Elektro- und Computertechnik (IEEE), den Maschinenbau (ASME), die Petroleumindustrie (SME) und den Berufsstand der Ingenieurinnen (Society of Woman Engineers (SWE)). Das Besondere dieses Archivs ist, dass alle Mitglieder der genannten Berufsorganisationen eigene Erfahrungsberichte beitragen und publizieren können (siehe First-Hand Histories).
Die Datenbankinhalte sind nach den folgenden Bereichen gegliedert, welche auf der Website von ETHW über Go to ausgewählt werden können:

## Bereiche

### Encyclopedia
Vorerst besteht diese Enzyklopädie hauptsächlich aus einer Sammlung früherer sogenannter STARS- und Topic-Artikel, welche im Rahmen des bisherigen IEEE GHN bis Ende 2014 entstanden sind. Die Bezeichnung STARS war ein Apronym für Significant Technological Achievement Recognition Selections (deutsch: Auswahl zur Würdigung wesentlicher technischer Errungenschaften). Weitere enzyklopädische Artikel befassen sich schwerpunktmäßig mit einem Thema, wie zum Beispiel einer Biographie, der Geschichte einer bestimmten Technologie oder der Geschichte einer Berufsorganisationseinheit. Neu können seit 2015 derartige Fachartikel von allen registrierten Teilnehmern auf Englisch online der Redaktion eingereicht werden. Im Gegensatz zu Wikipedia beurteilen und verbessern US-Redaktoren der beteiligten Organisatoren die Vorschläge vor Veröffentlichung. Allerdings findet keine eigentliche formale Peer Review mehr statt.
Beispiele:
- Artikel von Michael Geselowitz und Ron Leder über Herzschrittmacher.[4]
- Artikel über die Geschichte der IEEE-Sektion Deutschland (mehrere Verfasser, kann von Mitgliedern ergänzt werden)[5]

### Oral histories
Dieser Bereich enthält die Aufzeichnungen von mehr als 500 Niederschriften von Interviews mit bedeutenden Persönlichkeiten der verschiedenen Fachgebiete. Die ältesten Interviews stammen aus den 1960er Jahren.
Beispiel:
- Interview mit Ralph M. Showers, der Pionierarbeit auf dem Gebiet der Elektromagnetischen Verträglichkeit erbrachte.[7]

### First-hand histories
Dieser Bereich gibt Fachleuten wie Erfindern, Wissenschaftern und Ingenieuren die Möglichkeit, ihre beruflichen Erinnerungen, Erfahrungen und Einsichten selbst darzustellen. Ein Text kann nur vom ursprünglichen Verfasser geändert werden und bleibt somit eine authentische, persönlich geprägte, historische Quelle.
Auch Gruppen, welche zusammen auf einem Fachgebiet zusammen tätig waren, können gemeinsame First-Hand Histories verfassen.
Beispiele:
- Artikel von Armin H. Frei über die Entwicklung der ersten elektronischen Quarz-Armbanduhr[8]
- Artikel von Peter J. Wild über die Entwicklung der  Flüssigkristallanzeigen[9].

### Landmarks / Milestones
Als erste US-Ingenieurorganisation hat die American Society of Civil Engineers (ASCE) eine Liste geschichtlicher Meilensteinen der Ingenieurbaukunst unter dem Titel Landmarks erstellt.
Später hat die IEEE ihr eigenes Programm zur Auszeichnung von Milestones begonnen. Heute umfasst die entsprechende Sammlung über hundert bestätigte Meilensteine, die Geräte, Arbeiten und Patente der Elektrotechnik und der Informatik würdigen, die für die Menschheit bahnbrechende technische Errungenschaften gebracht haben.
IEEE-Meilensteine können von jedem IEEE-Mitglied vorgeschlagen werden. Anträge werden durch eine IEEE-Organisationseinheit gestellt und gefördert. Voraussetzung ist, dass die Ereignisse mindestens 25 Jahre zurückliegen. Nach der Empfehlung durch die IEEE-Geschichtskommission ist die Zustimmung des IEEE-Direktionskollegiums erforderlich. Daraufhin wird mit einer Gedenkfeier an Ort und Stelle des Meilensteins gedacht.
Beispiele von IEEE-Meilensteinen:
- Erfindung der Holografie durch Dennis Gabor[10]
- Entdeckung der Supraleitung[11]
- Kopplung der Stromversorgungsnetze von Deutschland, Frankreich und der Schweiz[12]

Die komplette Liste der IEEE-Meilensteine wird von IEEE nachgeführt und kann eingesehen werden.

### Archives
In diesem Online-Archiv kann eine Auswahl von frei zugänglichen Büchern und Fachartikeln, von Audio- und Videoaufzeichnungen, von Biografien und von Schriften zur Geschichte der Fachorganisationen wie der IEEE eingesehen werden.
Beispiel:
- Briefe von Carl Hering, 16. Präsident des AIEE.[14]

### Education
Dieser Bereich enthält Unterrichtsmaterial für Gesellschaftskunde-Lehrer. Ziel ist es, einem breiteren Publikum die Rolle von Technik in der Geschichte der Menschheit aufzuzeigen.
Beispiel:
- Unterrichtsmaterial zu Wolkenkratzer[16]

## Regeln
Verfasser müssen als Mitglieder der angeschlossenen Berufsorganisationen registriert sein, um Beiträge oder Kommentare schreiben zu können. Je nach Bereich ist die Zulassung als Verfasser von Beiträgen unterschiedlich geregelt. Alle Beiträge müssen unter dem Namen der Verfasser veröffentlicht werden. Im Gegensatz zu Wikipedia sind keine Pseudonyme erlaubt.
Die meisten Inhalte sind online öffentlich zugängig.